# Ahmed Reda Tagnaouti
Ahmed Reda Tagnaouti (sinh ngày 5 tháng 4 năm 1996) là một cầu thủ bóng đá người Maroc. Anh thường thi đấu ở vị trí thủ môn.
Vào tháng 5 năm 2018 anh có tên trong đội hình đội hình 23 người tham dự Giải vô địch bóng đá thế giới 2018 ở Nga.

## Danh hiệu

### Câu lạc bộ
Wydad Casablanca
- Botola: 2016–17

Ittihad Tanger
- Botola: 2017–18

### Quốc tế
Moroccan Local
- Giải vô địch bóng đá châu Phi: 2018